# Tuchlino
Tuchlino (dodatkowa nazwa w j. kaszub. Tëchlëno) – wieś  w Polsce, położona w województwie pomorskim, w powiecie kartuskim, w gminie Sierakowice. 
Wieś kaszubska na Pojezierzu Kaszubskim, położona przy drodze wojewódzkiej nr 214 (Łeba–Lębork–Sierakowice–Kościerzyna–Zblewo–Skórcz–Warlubie), w pobliżu jeziora Tuchlińskiego nad Słupią. 
Wieś stanowi sołectwo gminy Sierakowice, w którego skład wchodzą również Kujaty. 
W obszar wsi wchodziły:
| SIMC    | Nazwa     | Rodzaj    |
| ------- | --------- | --------- |
| 0171500 | Karłowo   | część wsi |
| 0171517 | Rębienica | część wsi |
| 0171486 | Tuchlinek | kolonia   |

Wieś szlachecka położona była w II połowie XVI wieku w powiecie mirachowskim województwa pomorskiego. W latach 1975–1998 wieś administracyjnie należała do województwa gdańskiego.
Znajduje się tu także placówka ochotniczej straży pożarnej.
Wieś znajduje się na turystycznym Szlaku Kamiennych Kręgów.
W 1795 roku urodził się tu biskup chełmiński Jan Nepomucen Marwicz.